# Marcelo Goianira
Marcelo Rodrigues Alves Goianira (Goiânia, 6 luglio 1980) è un ex calciatore brasiliano, di ruolo centrocampista.

## Carriera
Ha giocato nella massima serie dei campionati portoghese e greco.